# Tanya Tucker
Tanya Tucker (Seminole  (Texas), 10 oktober 1958) is een Amerikaans zangeres. Ze begon als kinderster in de countrymuziek en bleef op een uitstap naar de rock na in deze stijl zingen.

## Biografie
Tucker werd geboren in Texas. Omdat haar vader geregeld een andere baan had, groeide ze op in verschillende plaatsen. Ze kreeg saxofoonles vanaf haar zesde en besloot dat ze liever wilde zingen op haar achtste. Toen countryzanger Mel Tillis haar hoorde zingen, was hij onder de indruk en liet hij haar optreden in zijn shows. Sinds de jonge jaren in haar zangcarrière wordt ze geroemd vanwege haar rijpe stem.
In 1969 vertrok haar gezin naar Las Vegas zodat ze regelmatiger optredens kon geven. Haar eerste plaat, Delta dawn (1972) op haar dertiende, bereikte de zesde plaats in de Hot Country Songs van Billboard. Het jaar erop behaalde ze drie nummer 1-hits achter elkaar: What's your mama's name, Blood red and goin' down en Would you lay with me (in a field of stone). Ook in de jaren erna behaalde ze hit op hit, waaronder opnieuw enkele nummer 1-hits.
In 1978 gooide ze het roer om en wisselde ze met haar album T.N.T. van countrymuziek naar rock. Naast de opschudding over de wisseling in muziekstijl, leverde ook de sexy hoes de nodige reuring op. De plaat behaalde niettemin nog wel de gouden status. In de jaren erna daalden haar plaatverkopen. In 1980 nam ze ernaast nog enkele singles op met countryzanger Glen Campbell met wie ze een liefdesrelatie had.
Vanaf 1986 kende haar zangcarrière weer een opleving, met drie top 3-hits op een rij: One love at a time, Just another love en I'll come back as another woman. Haar comeback was definitief en tot en met 1993 behaalde ze weer een reeks aan hits, waaronder enkele platen op nummer 1 van de countrylijsten. Tucker geeft nog steeds optredens (stand 2015).
Ze speelde verder een enkele keer in een film, zoals een bijrol in Jeremiah Johnson (1972) en een van de belangrijkere rollen in Hard country (1981). Verder had ze nog enkele bijrollen in televisieseries en in een televisiefilm.
Ze werd bijna tien maal genomineerd voor een Grammy Award en won in 2020 de Grammy voor best country album (While I'm Livin') en voor best country song (Bring My Flowers Now). Ook ontving ze allerlei andere onderscheidingen en werd ze in 2002 opgenomen in de Texas Country Music Hall of Fame.
- Bibsys: 3026578
- Bibliothèque nationale de France: cb139005920 (data)
- CiNii: DA13827924
- Gemeinsame Normdatei: 119528215
- International Standard Name Identifier: 0000 0000 8393 030X
- Library of Congress Control Number: n91068679
- MusicBrainz: 45677914-89de-4267-aeae-8c1661b2c859
- Nationale Bibliotheek van Tsjechië: mzk20201090568
- Nationale bibliotheek van Australië: 40678973
- Nationale Bibliotheek van Israël: 987012384812705171
- Nederlandse Thesaurus van Auteursnamen: 072200626
- Réseau des bibliothèques de Suisse occidentale: 02-A006479549
- SNAC: w6zc812n
- Trove: 1448898
- Virtual International Authority File: 71579584